# Marplesia
Genre
Marplesia est un genre d'araignées aranéomorphes de la famille des Stiphidiidae.

## Distribution
Les espèces de ce genre sont endémiques de Nouvelle-Zélande.

## Liste des espèces
Selon World Spider Catalog (version 18.5, 18/11/2017) :
- Marplesia dugdalei Forster & Wilton, 1973
- Marplesia pohara Forster & Wilton, 1973

## Publication originale
- Lehtinen, 1967 : Classification of the cribellate spiders and some allied families, with notes on the evolution of the suborder Araneomorpha. Annales Zoologici Fennici, vol. 4, p. 199-468.